# 馮文星
馮文星（？年—？年），廣州駐防正白旗漢軍，光緒二年丙子科繙譯舉人，光緒十五年己丑科繙譯進士，內閣中書 。